# Batasio sharavatiensis
Batasio sharavatiensis е вид лъчеперка от семейство Bagridae. Видът е застрашен от изчезване.

## Разпространение
Разпространен е в Индия (Карнатака).

## Описание
На дължина достигат до 10,7 cm.